# Adam de Vos
Adam de Vos (Victoria, Colúmbia Britànica, 21 d'octubre de 1993) és un ciclista canadenc, professional des del 2015 i fins al 2023.

## Palmarès
- 2017
  - 1r al Gran Premi Raiffeisen
  - Vencedor d'una etapa al Joe Martin Stage Race
- 2018
  - 1r a la Delta Road Race
  - Vencedor d'una etapa al Tour de Langkawi
- 2019
  -  Campió del Canadà de ciclisme en ruta